# Aeródromo Lontuecito
El Aeródromo Lontuecito (OACI: SCUP), es un terminal aéreo ubicado cerca de Cumpeo, Provincia de Talca, Región del Maule, Chile. Es de propiedad privada.